# Heinrich Oswald (Politiker)
Heinrich Oswald (* 8. Mai 1866 in Dösing; † 26. Oktober 1945 in München) war ein deutscher Gewerkschafter, Verwaltungsbeamter und Politiker (Zentrum, BVP).

## Leben und Beruf
Heinrich Oswald wurde am 8. Mai 1866 als Sohn eines Schäfflers im Dorf Dösing der Gemeinde Lalling im Bezirksamt Deggendorf geboren. Nach dem Besuch der Volksschule absolvierte er eine Schäfflerlehre im elterlichen Betrieb und arbeitete anschließend als Bauernknecht. Er leistete von 1886 bis 1889 Militärdienst und war von 1889 bis 1903 als Maschinenarbeiter im Königlichen Hauptlaboratorium in Ingolstadt tätig. 1894 war er Gründungsmitglied bei der Gründung des Katholischen Arbeitervereins Ingolstadt. Daneben belegte er einen Kurs in der katholischen Erwachsenenbildung und erlangte so die Qualifikation als Arbeitersekretär. 1903 übernahm Oswald das Sekretariat der Christlichen Gewerkschaften in Aschaffenburg. Von 1907 bis 1912 war er Vorsitzender des Christlichen Zentralverbandes der Staats-, Gemeinde-, Hilfs- und Transportarbeiter. 1912 wurde er Rechtsschutzbeamter bei der Zentralstelle der süddeutschen katholischen Arbeitervereine in München. Heinrich Oswald starb am 26. Oktober 1945 in München.

## Politik
Oswald war während der Zeit des Deutschen Kaiserreiches Mitglied der Zentrumspartei und für diese von 1905 bis 1918 Mitglied der Kammer der Abgeordneten. Er vertrat ab 1905 erst den Wahlkreis Miltenberg, von 1907 bis 1918 den Wahlkreis Aschaffenburg und 1919 schließlich den Wahlkreis Ingolstadt-Schrobenhausen. Nach dem Ersten Weltkrieg trat er in die Bayerische Volkspartei (BVP) ein, für die er von 1919 bis 1928 dem Bayerischen Landtag angehörte. Er wurde am 1. Juni 1919 zum Staatsrat im Staatsministerium für Soziale Fürsorge ernannt und amtierte vom 16. März 1920 bis zum 31. Juli 1928 als Sozialminister des Freistaates Bayern. Im Anschluss fungierte er bis zum 11. Dezember 1929 als Staatssekretär ohne Mandat im Staatsministerium für Landwirtschaft und Arbeit.